# Агапий Манбиджский
Агапий Манбиджский (Иерапольский) (в арабизованной форме: араб. محبوب بن قسطنطين الرومي المنبجي‎, Махбуб ибн Кустантин аль-Манбиджи; ум. 941/942 г.) — арабский христианский историк. Епископ мелькитский в Манбидже (Иераполе).
Известен своим трудом «Китаб аль-унван» (араб. كتاب العنوان‎), который начинается от основания мира и продолжается до современных автору событий. Описание арабского периода сохранилось только в одном манускрипте и обрывается на втором году халифа Аль-Махди (160 г. х. = 776—777 гг.).
Для ранней истории христианства Агапий некритически использовал апокрифы и легенды. Для последующих событий он использует сирийские источники. В частности, описывая окончание периода Омейядов и начала Аббасидов Агапий опирается на «Хронику Мира» Феофила Эдесского (ум. в 785). Также он использовал список восточных митрополитов, короткие отрывки из «Церковной истории» Евсевия Кесарийского, неизвестные фрагменты из труда Папия Иерапольского, утраченную историю Бардесана. Многие его источники остаются неизвестными.